# Крезанутые
«Крезанутые» (англ. Still Crazy) — британский комедийно-драматический музыкальный фильм Брайана Гибсона 1998 года.

## Сюжет
Британская группа Strange Fruit была очень популярной в 1970-х годах. В истории группы был один очень трагичный момент. Вокалист Кит Ловелл умер от передозировки наркотиков. Музыкантам пришлось искать нового вокалиста, которым стал Рэй Симмс, однако некоторые участники группы так и не приняли его. Раздираемая противоречиями группа дотянула до конца 1970-х, когда приняла участие в одном печально известном рок-фестивале. Была гроза, молния ударила в сцену именно в тот момент, когда там находились Strange Fruit. Никто не пострадал, но этот выход на сцену стал для группы последним. Группа распалась.
Двадцать лет спустя незнакомец, который оказывается сыном основателя печально известного фестиваля, узнаёт на улице на Ибице клавишника Strange Fruit Тони Костелло и сообщает ему, что планирует ещё раз повторить тот фестиваль с теми же участниками, поэтому просит его ради этого события воссоединить группу. Тони, который последнее время занимается тем, что продаёт презервативы, отыскивает менеджера группы Карен Ноулз. Вместе они начинают разыскивать других участников, так как с тех пор музыканты друг с другом не общались. Басист Лес Уикс оказывается кровельщиком, а барабанщик Дэвид «Бино» Бэггот работает с растениями в питомнике. Лишь только вокалист Рэй Симмс заявляет, что по-прежнему занимается музыкой и у него теперь сольная карьера, а от наркотиков и алкоголя он давно отказался. На деле же более десяти лет новых записей он не выпускал, а его поместье выставлено на продажу из-за нужды в деньгах.
Карен не смогла найти только гитариста Брайана Ловелла, который был братом их первоначального погибшего вокалиста Кита. Поскольку авторские отчисления Брайана идут не ему, а благотворительной организации, Карен делает вывод, что он тоже умер, тем более что он был самым болезненным из всех. На его место берут молодого талантливого музыканта Люка Шэнда, который не знает о напряжённых отношениях среди участников группы. К Strange Fruit присоединяется их техник Хьюи Кейс.
Прежде чем выходить на сцену перед многотысячной аудиторией, группе нужно заново сыграться вместе. Музыканты решают потренироваться в небольшом турне по Нидерландам. Strange Fruit выступают в маленьких клубах, часто перед молодой аудиторией, которая их даже не знает. Некоторые участники группы считают затею с воссоединением изначально провальной, так как полагают, что главными талантами в группе были Кит и Брайан. Из-за этого очень переживает нынешний вокалист Рэй. Попутно у него существуют проблемы связанные с возрастом. Он не может принять, что ему уже исполнилось 50 лет. В конце концов, у Рэя происходит нервный срыв. Тем не менее, постепенно группа начинает играть всё лучше и лучше.
На годовщину со дня смерти Кита на его могилу приходит Карен. Там она неожиданно находит записку от Брайана. Она понимает, что тот жив. Хьюи неохотно признаётся ей, что знает, где Брайан, но его нельзя сейчас беспокоить. Карен находит Брайана в психиатрической больнице. Брайан соглашается принять участие в концерте на рок-фестивале, и остальные участники группы следуют за ним, в том числе и Рэй, который уже хлопнул дверью и окончательно покинул группу. Перед концертом на пресс-конференции, когда журналисты атакуют музыкантов неудобными вопросами, Брайан понимает, что играть на сцене не сможет. Группа начинает своё выступление с той же песни, с которой они начинали своё выступление двадцать лет назад. Из-за некоторой заминки с Рэем получает возможность исполнить свою песню басист Лес, а затем на сцену поднимается и Брайан. Публика приветствует воссоединение группы.

## В ролях
- Билл Найи — Рэй Симмс
- Джульет Обри — Карен Ноулз
- Билли Коннолли — Хьюи Кейс
- Стивен Ри — Тони Костелло
- Джимми Нейл — Лес Уикс
- Тимоти Сполл — Дэвид «Бино» Бэггот
- Ханс Мэтисон — Люк Шэнд
- Брюс Робинсон — Брайан Ловелл
- Ли Уильямс — молодой Кит Ловелл
- Рэйчел Стирлинг — Клэр Ноулз
- Хелена Бергстрём — Астрид Симмс
- Альфонсия Эммануэль — Камилла
- Фил Дэниелс — Нил Гэйдон
- Питер Бейнхэм — начальник Карен
- Зои Болл — играет себя
- Фрэнсис Барбер — женщина в чёрном
- Руперт Пенри-Джонс — молодой Рэй

## Приём
На сайте Rotten Tomatoes рейтинг «свежести» фильма составляет 73 %. В Rolling Stone отметили, что актёрский состав подобран на должном уровне и в целом авторам удалось добиться сочетания юмора и искренности. В San Francisco Chronicle отметили, что персонажи чётко прописаны и прекрасно сыграны. В The New York Times указали, что фильм не использует все свои сатирические возможности, но и настоящей драмой при этом не выглядит. В The A.V. Club отметили, что хотя в фильме и есть некоторое дешёвое очарование, в нём нет безумия, а старые депрессивные рокеры — это скучные персонажи. Роджер Эберт поставил фильму 3 звезды из 4.
На премии «Золотой глобус» фильм получил номинации в категориях «Лучший фильм — комедия или мюзикл» и «Лучшая песня».